# Gustavo Rodríguez Vega
Gustavo Rodriguez Vega (ur. 7 marca 1955 w Monterrey) – meksykański duchowny rzymskokatolicki, arcybiskup metropolita jukatański od 2015.

## Życiorys
Święcenia kapłańskie otrzymał 15 sierpnia 1980 i został inkardynowany do archidiecezji Monterrey. Był m.in. prefektem, profesorem i rektorem miejscowego seminarium, asystentem diecezjalnym Akcji Katolickiej i Caritas oraz dyrektorem Archidiecezjalnego Sekretariatu ds. Ewangelizacji i Katechezy.
27 czerwca 2001 papież Jan Paweł II mianował go biskupem pomocniczym archidiecezji Monterrey, ze stolicą tytularną Obba. Sakry biskupiej udzielił mu 14 sierpnia 2001 ówczesny arcybiskup Monterrey - Adolfo Antonio Suárez Rivera.
8 października 2008 został mianowany biskupem ordynariuszem diecezji Nuevo Laredo.
1 czerwca 2015 został mianowany arcybiskupem metropolitą jukatańskim. Urząd objął 29 lipca tegoż roku.